# Liutpert
Liutpert († 703) war als einziger Sohn König Cunincperts nach dessen Tod von 700 bis 701 König der Langobarden. Zu dieser Zeit gehörten die Thronprätendenten der Dynastie der Agilolfinger an, einer ursprünglich fränkischen Familie, die einen Schwerpunkt auch in Süddeutschland hatte. Nach einer verlorenen Schlacht um das Königtum gegen einen Angehörigen eines anderen Zweiges der Agilolfinger geriet er in Gefangenschaft und wurde ermordet.

## Leben
Die einzige ausführlichere Quelle, die über Liutpert berichtet, ist die Historia Langobardorum, die Paulus Diaconus wenig mehr als ein Dreivierteljahrhundert nach dem Tod Liutperts verfasste. Darin heißt es, der Junge sei der Sohn des Langobardenkönigs Cunincpert und seiner angelsächsischen Frau Hermelinda gewesen (Historia Langobardorum, liber V, 37).
Liutpert war also beim Tod seines Vaters im Jahre 700 noch minderjährig („puerilis aetatis“), so dass Ansprand, der Vater des späteren Königs Liutprand, für ihn die Vormundschaft nach dem Willen des Vaters übernahm – Paulus nennt Ansprand den „tutor“ des jungen Königs (VI, 17). Nun kam es zu langwierigen, hauptsächlich innerdynastischen Kämpfen, die erst 712 endeten.
Acht Monate nach dem Tod Cunincperts und nachdem Liutpert König geworden war, zog Raginpert, der dux (Herzog) von Turin, der als Großneffe Cunincperts ebenfalls ein Agilolfinger war – ihre Großväter waren Brüder gewesen –, gegen den Minderjährigen in den Krieg. In der Schlacht von Novariae (Novara) konnte er sich 701 gegen Ansprand, auf dessen Seite auch dux Rotharit von Bergamo kämpfte, durchsetzen. Raginpert konnte zwar auf diese gewaltsame Art den Thron gewinnen, den sein Großvater 662 verloren hatte, doch starb er noch im selben Jahr (VI, 18).
Daraufhin erhob wiederum sein Sohn Aripert II. die Waffen, um seinem Vater als König nachzufolgen. In der Schlacht bei Ticinum (Pavia) besiegte Aripert das Heer König Liutperts unter Führung von Ansprand, Ato, Tatzo, Rotharit und Farao – über die ansonsten wenig bekannt ist – und nahm in der Schlacht Liutpert gefangen (VI, 19). Ansprand verschanzte sich auf der Isola Comacina, einer Insel im Comer See und floh später nach Bayern. Dux Rotharit kehrte nach Bergamo zurück, um von dort aus nun seinerseits um die Königswürde zu kämpfen, obwohl er nicht zur herrschenden Dynastie gehörte. Aripert belagerte und erstürmte Lodi, dann Bergamo. Dabei fiel der „pseudorex“, wie Paulus ihn nennt, in seine Hände. Ihm wurden Haar und Bart geschoren und er wurde nach Turin verbracht. Dort wurde er wenige Tage später ermordet („peremptus est“).
Aripert ließ den immer noch in seiner Gefangenschaft befindlichen Liutpert nun als potenziellen Thronrivalen gleichfalls ermorden (VI, 20), ausdrücklich im Bad („pari modo in balneo vita privavit“). Dies geschah im Jahr 703. Damit war der Zweig der Agilolfinger, der auf König Perctarit zurückging, ausgelöscht, der Zweig, der auf dessen Bruder Godepert zurückging, endete 712 mit dem Tod Ariperts II.